# Aulnoy-lez-Valenciennes
Aulnoy-lez-Valenciennes est une commune française de la banlieue de Valenciennes, située dans le département du Nord en région Hauts-de-France.

## Géographie

### Localisation
Aulnoy-lez-Valenciennes se situe au sud-ouest de Valenciennes sur la Rhonelle.

### Communes limitrophes
| Valenciennes      | Marly                   |                |
| Trith-Saint-Léger | Aulnoy-lez-Valenciennes | Saultain       |
|                   | Famars                  | Préseau Artres |

### Hydrographie

#### Réseau hydrographique
La commune est située dans le bassin Artois-Picardie. Elle est drainée par la Rhonelle et le ruisseau de Sameon,.
La Rhonelle, d'une longueur de 32 km, prend sa source dans la commune de Locquignol et se jette  dans le Vieil Escaut à Valenciennes, après avoir traversé douze communes.

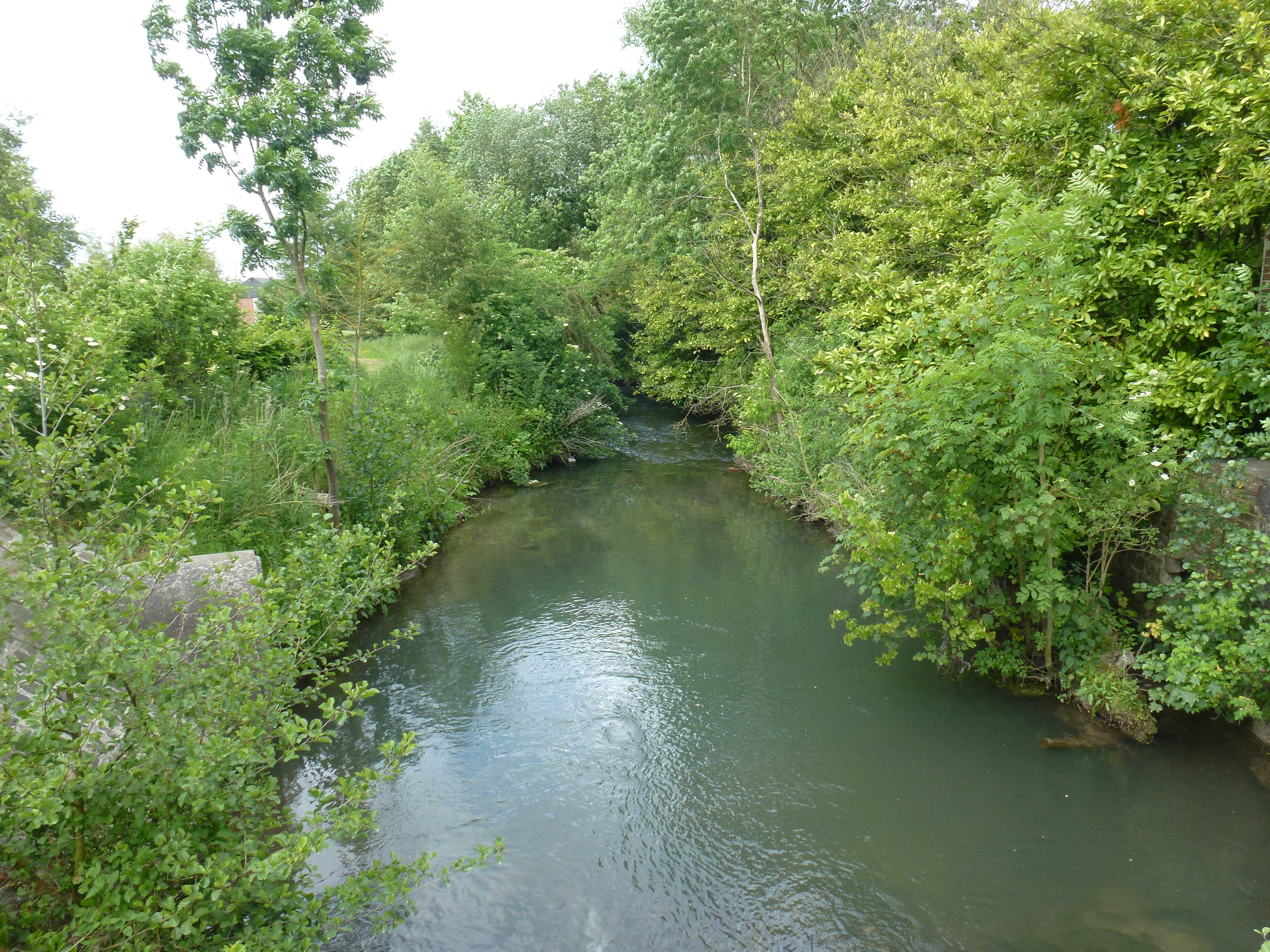
La Rhonelle.
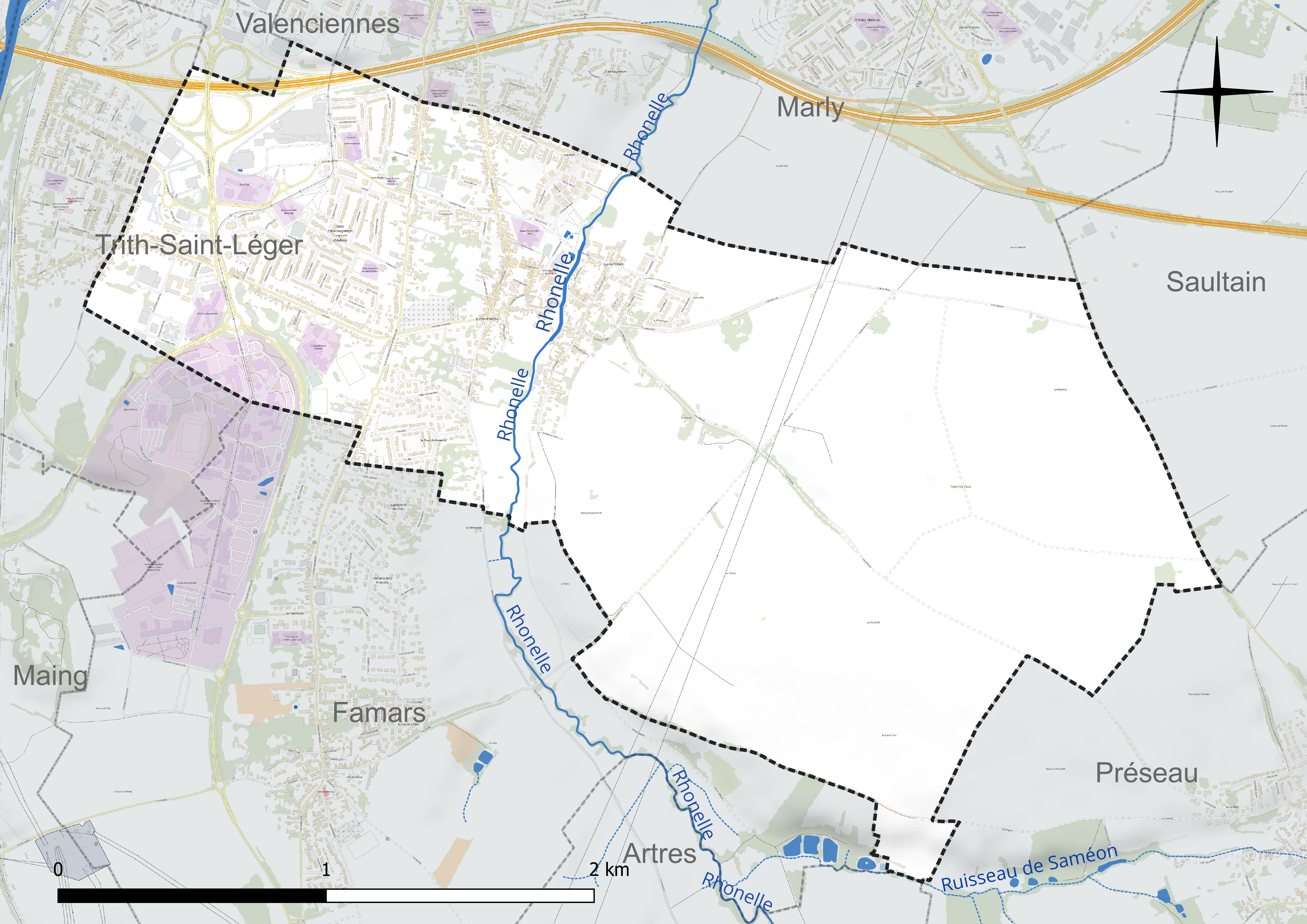
Réseau hydrographique d'Aulnoy-lez-Valenciennes.

#### Gestion et qualité des eaux
Le territoire communal est couvert par le schéma d'aménagement et de gestion des eaux (SAGE) « Escaut ». Ce document de planification concerne un territoire de 2 005 km2 de superficie, délimité par le bassin versant de l'Escaut. Le périmètre a été arrêté le 9 juin 2006 et le SAGE proprement dit a été approuvé le 13 juillet 2021. La structure porteuse de l'élaboration et de la mise en œuvre est le syndicat mixte Escaut et Affluents (SyMEA).
La qualité des cours d'eau peut être consultée sur un site dédié géré par les agences de l'eau et l'Agence française pour la biodiversité.

### Climat
Pour des articles plus généraux, voir Climat des Hauts-de-France et Climat du Nord.
En 2010, le climat de la commune est de type climat océanique dégradé des plaines du Centre et du Nord, selon une étude du CNRS s'appuyant sur une série de données couvrant la période 1971-2000. En 2020, Météo-France publie une typologie des climats de la France métropolitaine dans laquelle la commune est exposée à un climat océanique altéré et est dans la région climatique Nord-est du bassin Parisien, caractérisée par un ensoleillement médiocre, une pluviométrie moyenne régulièrement répartie au cours de l'année et un hiver froid (3 °C).
Pour la période 1971-2000, la température annuelle moyenne est de 10,4 °C, avec une amplitude thermique annuelle de 14,8 °C. Le cumul annuel moyen de précipitations est de 740 mm, avec 12,7 jours de précipitations en janvier et 9,4 jours en juillet. Pour la période 1991-2020, la température moyenne annuelle observée sur la station météorologique la plus proche, située sur la commune de Valenciennes à 3 km à vol d'oiseau, est de 11,0 °C et le cumul annuel moyen de précipitations est de 694,1 mm,. Pour l'avenir, les paramètres climatiques de la commune estimés pour 2050 selon différents scénarios d'émission de gaz à effet de serre sont consultables sur un site dédié publié par Météo-France en novembre 2022.

## Urbanisme

### Typologie
Au 1er janvier 2024, Aulnoy-lez-Valenciennes est catégorisée grand centre urbain, selon la nouvelle grille communale de densité à sept niveaux définie par l'Insee en 2022.
Elle appartient à l'unité urbaine de Valenciennes (partie française), une agglomération internationale regroupant 56  communes, dont elle est une commune de la banlieue,,. Par ailleurs la commune fait partie de l'aire d'attraction de Valenciennes (partie française), dont elle est une commune du pôle principal,. Cette aire, qui regroupe 102 communes, est catégorisée dans les aires de 200 000 à moins de 700 000 habitants,.

### Occupation des sols
L'occupation des sols de la commune, telle qu'elle ressort de la base de données européenne d'occupation biophysique des sols Corine Land Cover (CLC), est marquée par l'importance des territoires agricoles (65,5 % en 2018), en diminution par rapport à 1990 (67,4 %). La répartition détaillée en 2018 est la suivante : 
terres arables (54,9 %), zones urbanisées (28,3 %), prairies (10,2 %), zones industrielles ou commerciales et réseaux de communication (6,2 %), zones agricoles hétérogènes (0,5 %). L'évolution de l'occupation des sols de la commune et de ses infrastructures peut être observée sur les différentes représentations cartographiques du territoire : la carte de Cassini (XVIIIe siècle), la carte d'état-major (1820-1866) et les cartes ou photos aériennes de l'IGN pour la période actuelle (1950 à aujourd'hui).

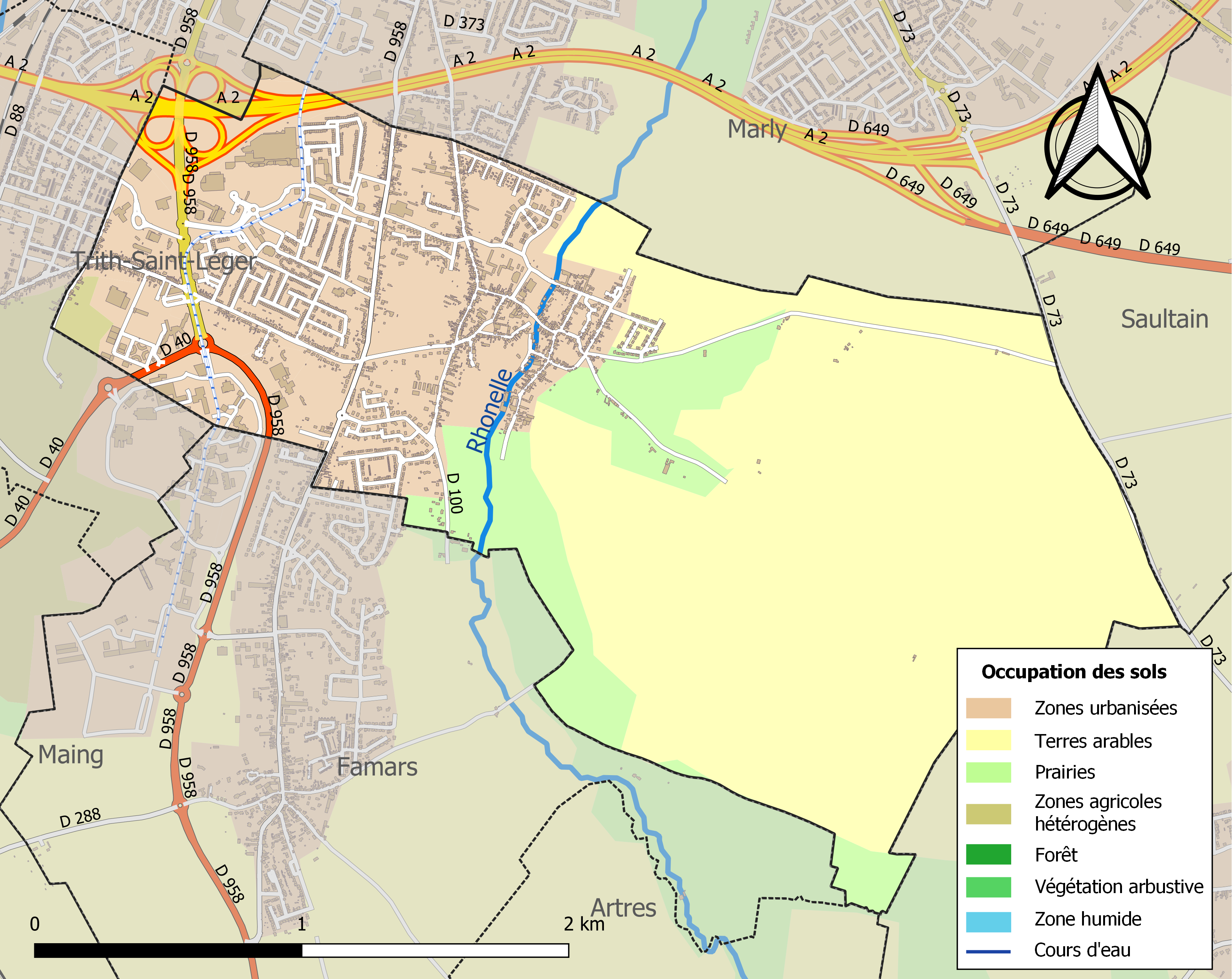
Carte des infrastructures et de l'occupation des sols de la commune en 2018 (CLC).

### Habitat et logement
En 2019, le nombre total de logements dans la commune était de 3 502, alors qu'il était de 3 342 en 2014 et de 2 985 en 2009.
Parmi ces logements, 93 % étaient des résidences principales, 0,9 % des résidences secondaires et 6,1 % des logements vacants. Ces logements étaient pour 60 % d'entre eux des maisons individuelles et pour 39,3 % des appartements.
Le tableau ci-dessous présente la typologie des logements à Aulnoy-lez-Valenciennes en 2019 en comparaison avec celle du Nord et de la France entière. Une caractéristique marquante du parc de logements est ainsi une proportion de résidences secondaires et logements occasionnels (0,9 %) inférieure à celle du département (1,6 %) mais supérieure à celle de la France entière (9,7 %). Concernant le statut d'occupation de ces logements, 47,5 % des habitants de la commune sont propriétaires de leur logement (46,9 % en 2014), contre 54,7 % pour le Nord et 57,5 pour la France entière.
| Typologie                                               | Aulnoy-lez-Valenciennes | Nord | France entière |
| ------------------------------------------------------- | ----------------------- | ---- | -------------- |
| Résidences principales (en %)                           | 93                      | 90,6 | 82,1           |
| Résidences secondaires et logements occasionnels (en %) | 0,9                     | 1,6  | 9,7            |
| Logements vacants (en %)                                | 6,1                     | 7,8  | 8,2            |

### Voies de communication et transports

#### Transports en commun
La ville d'Aulnoy-lez-Valenciennes est desservie par les lignes de tramway T1 et T2 reliant l'université à Denain pour la ligne T1 et l'université à Vieux-Condé pour la ligne T2. Les lignes de bus S1, 103, 104, Illigo 1 et Luciole desservent également la commune.

## Toponymie
Ce village, devenu une ville, est mentionné dès 1086 sous le nom latin d'Alnetum. Alnetum signifie plantation d'aulnes. La ville s'appelait Aulnoy jusqu'au 5 mai 1976, date à laquelle le nom a été changé par décret.
Le nom de la commune en rouchi est Auno.

## Histoire

### Temps modernes
L'abbaye des Dames de Beaumont y a déclaré des terres en 1602.
Le bâtiment dit du "vieux-manoir" aurait hébergé le roi Louis XIV pendant que ses armées assiégeaient Valenciennes de novembre 1676 à mars 1677.

### Époque contemporaine

#### Première Guerre mondiale
La ville est occupée par les armées allemandes dès août 1914. Fin octobre 1918, la ville est le théâtre de violents combats au terme desquels le régiment canadien du 4th Seatforths libère la ville. La bataille coûta la vie à 150 soldats canadiens et britanniques, qui sont enterrés dans le cimetière militaire d'Aulnoy-lez-Valenciennes.

## Politique et administration

### Rattachements administratifs et électoraux

#### Rattachements administratifs
La commune se trouve depuis 1824 dans l'arrondissement de Valenciennes du département du Nord.
Elle faisait partie depuis 1801 du canton de Valenciennes-Sud. Dans le cadre du redécoupage cantonal de 2014 en France, cette circonscription administrative territoriale a disparu, et le canton n'est plus qu'une circonscription électorale.

#### Rattachements électoraux
Pour les élections départementales, la commune est depuis 2014 le bureau centralisateur du canton d'Aulnoy-lez-Valenciennes
Pour l'élection des députés, elle fait partie de la dix-neuvième circonscription du Nord.

### Intercommunalité
La ville fait partie de la communauté d'agglomération Valenciennes Métropole, créée en 2000 par la fusion de la communauté de communes de la vallée de l'Escaut, de la communauté de communes du Pays de Condé et du syndicat intercommunal à vocation multiple (SIVOM) de Trith-Saint-Léger et environs.

### Tendances politiques et résultats
Lors du premier tour des élections municipales de 2014 dans le Nord, la liste PS menée par le maire sortant Laurent Depagne obtient la majorité absolue des  suffrages exprimés, avec 1 850 voix (69,10 %, 25 conseillers municipaux lus dont 3 communautaires), devançant très largement les listes menées respectivement par : 

-  Édith Godin (SE, 	433 voix, 16,17 %, 2 conseillers municipaux élus) ;	

- Philippe Perek (PCF, 394 voix, 14,71 %, 2 conseillers municipaux élus).

Lors de ce scrutin, 48,97 % des électeurs se sont abstenus. 	
Lors du premier tour des Élections municipales de 2020 dans le Nord, la liste DVG menée par le maire sortant Laurent Depagne obtient la majorité absolue des  suffrages exprimés, avec 1 460 voix (83,14, 27 conseillers municipaux élus dont 3 communautaires), devançant très largement celle RN menée par  Pierre Nisol, qui a recueilli 296 voix (16,85 %, 2 conseillers municipaux élus).
Lors de ce scrutin marqué par la pandémie de Covid-19 en France, 60,79 % des électeurs se sont abstenus,.

### Liste des maires
Maire en 1881 : Thiélart.
| Période                                  | Période                    | Identité                                        | Étiquette   | Qualité |
| ---------------------------------------- | -------------------------- | ----------------------------------------------- | ----------- | --- |
| Les données manquantes sont à compléter. |                            |                                                 |             | |
| avant 1802                               | 1808                       | M. Dépinoy                                      |             | |
| Les données manquantes sont à compléter. |                            |                                                 |             | |
| mai 1945                                 | mars 1971                  | Émile Vaillant (7 août 1897 - 1er juillet 1980) | PCF         | Jardinier |
| mars 1971                                | juillet 2005               | Jules Chevalier, (5 juin 1920 - 2 juillet 2005) | PCF         | Décédé en fonction |
| novembre 2005                            | En cours (au 15 juin 2022) | Laurent Depagne                                 | PS puis DVG | Employé Député suppléant de la 19e circ. du Nord (2002 → 2007) Vice-président de la CA Valenciennes Métropole (2020 → ) Réélu pour le mandat 2020-2026, |

### Jumelages
Aulnoy-lez-Valenciennes n'est jumelée avec aucune ville[Quand ?].

## Équipements et services publics

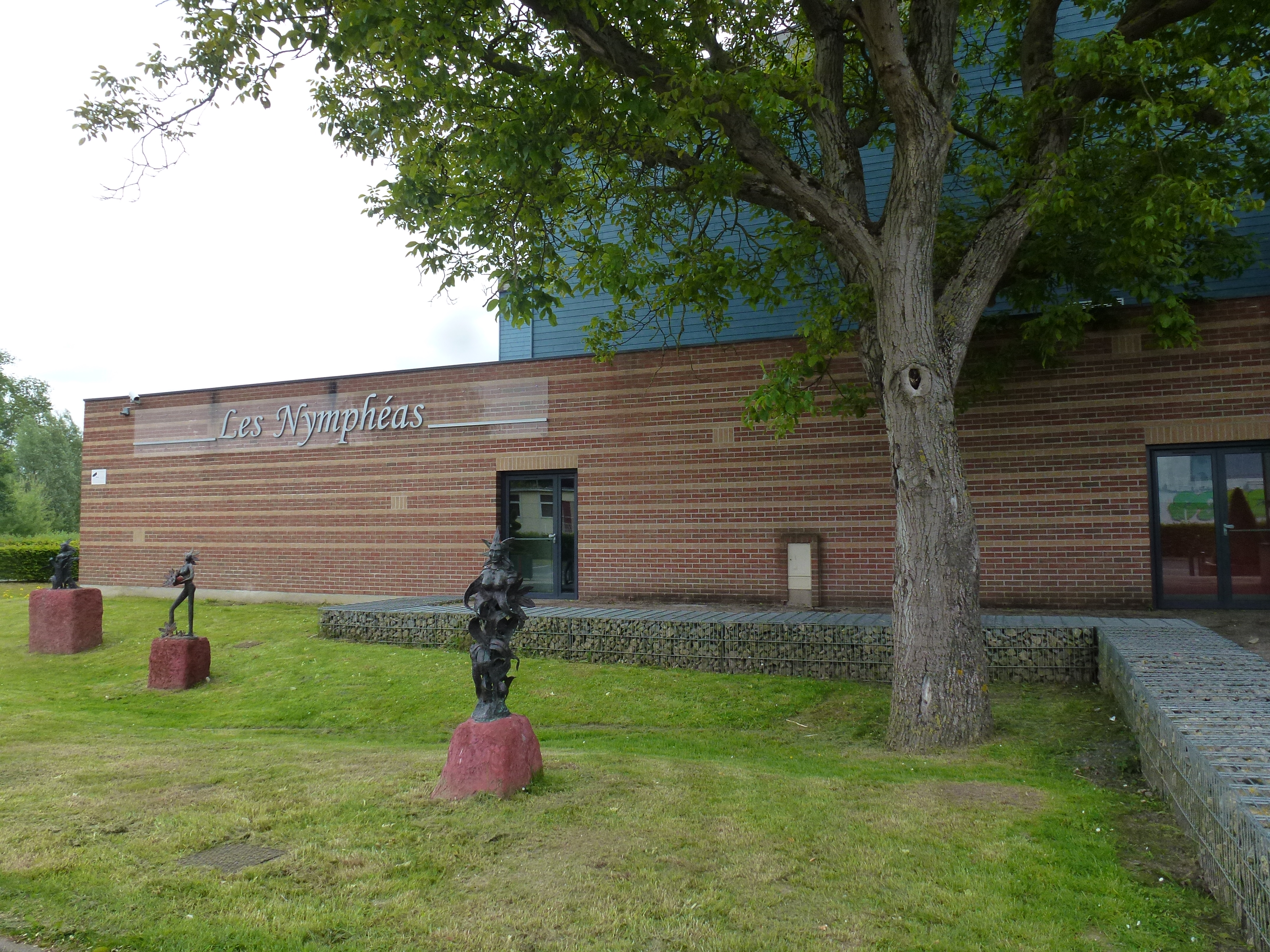
L'espace culturel « les Nymphéas ».

### Enseignement
Aulnoy-lez-Valenciennes fait partie de l'académie de Lille.

### Équipements sportifs
Aulnoy-les-Valenciennes a plusieurs équipements sportifs dont[réf. nécessaire] :
- Salle des sports Émile-Vaillant
- Salle des sports Henri-Couvent
- Complexe sportif Jean-Stablinski
- Salle des sports Félicien-Joly

### Justice, sécurité, secours et défense
Aulnoy-lez-Valenciennes relève du tribunal judiciaire de Valenciennes, de la cour d'appel de Douai, du tribunal pour enfants de Valenciennes, du conseil de prud'hommes de Valenciennes, du tribunal de commerce de Valenciennes, et, dans l'ordre administratif du tribunal administratif de Lille et de la cour administrative d'appel de Douai.

## Population et société

### Démographie

#### Évolution démographique
L'évolution du nombre d'habitants est connue à travers les recensements de la population effectués dans la commune depuis 1806. Pour les communes de moins de 10 000 habitants, une enquête de recensement portant sur toute la population est réalisée tous les cinq ans, les populations de référence des années intermédiaires étant quant à elles estimées par interpolation ou extrapolation. Pour la commune, le premier recensement exhaustif entrant dans le cadre du nouveau dispositif a été réalisé en 2005.

En 2022, la commune comptait 7 125 habitants, en évolution de −2,61 % par rapport à 2016 (Nord : +0,51 %, France hors Mayotte : +2,11 %).
| 1806 | 1821 | 1831  | 1836  | 1841  | 1846  | 1851  | 1856  | 1861  |
| ---- | ---- | ----- | ----- | ----- | ----- | ----- | ----- | ----- |
| 442  | 960  | 1 143 | 1 218 | 1 301 | 1 411 | 1 500 | 1 583 | 1 740 |

| 1866  | 1872  | 1876  | 1881  | 1886  | 1891  | 1896  | 1901  | 1906  |
| ----- | ----- | ----- | ----- | ----- | ----- | ----- | ----- | ----- |
| 1 808 | 1 826 | 1 994 | 2 007 | 2 154 | 2 243 | 2 335 | 2 491 | 2 614 |

| 1911  | 1921  | 1926  | 1931  | 1936  | 1946  | 1954  | 1962  | 1968  |
| ----- | ----- | ----- | ----- | ----- | ----- | ----- | ----- | ----- |
| 2 680 | 2 339 | 2 555 | 2 592 | 2 712 | 2 748 | 2 792 | 3 565 | 3 602 |

| 1975  | 1982  | 1990  | 1999  | 2005  | 2006  | 2010  | 2015  | 2020  |
| ----- | ----- | ----- | ----- | ----- | ----- | ----- | ----- | ----- |
| 7 465 | 8 759 | 8 029 | 8 002 | 7 462 | 7 417 | 7 280 | 7 339 | 7 167 |

| 2022  | - | - | - | - | - | - | - | - |
| ----- | - | - | - | - | - | - | - | - |
| 7 125 | - | - | - | - | - | - | - | - |

La ville  d'Aulnoy-lez-Valenciennes a eu une forte augmentation du nombre d'habitants durant les Trente Glorieuses avant de décliner comme de nombreuses villes en France, avec un rebond vers 2011.

#### Pyramide des âges
La population de la commune est relativement jeune.
En 2018, le taux de personnes d'un âge inférieur à 30 ans s'élève à 43,9 %, soit au-dessus de la moyenne départementale (39,5 %). À l'inverse, le taux de personnes d'âge supérieur à 60 ans est de 23,5 % la même année, alors qu'il est de 22,5 % au niveau départemental.
En 2018, la commune comptait 3 635 hommes pour 3 645 femmes, soit un taux de 50,07 % de femmes, légèrement inférieur au taux départemental (51,77 %).
Les pyramides des âges de la commune et du département s'établissent comme suit.
| Hommes | Classe d’âge | Femmes |
| ------ | ------------ | ------ |
| 0,6    | 90 ou +      | 1,7    |
| 4,7    | 75-89 ans    | 9,4    |
| 13,8   | 60-74 ans    | 16,8   |
| 16,8   | 45-59 ans    | 17,4   |
| 15,3   | 30-44 ans    | 15,9   |
| 35,3   | 15-29 ans    | 23,2   |
| 13,6   | 0-14 ans     | 15,5   |

| Hommes | Classe d’âge | Femmes |
| ------ | ------------ | ------ |
| 0,5    | 90 ou +      | 1,4    |
| 5,3    | 75-89 ans    | 8,1    |
| 14,8   | 60-74 ans    | 16,2   |
| 19,1   | 45-59 ans    | 18,4   |
| 19,5   | 30-44 ans    | 18,7   |
| 20,7   | 15-29 ans    | 19,1   |
| 20,2   | 0-14 ans     | 18     |

### Média
Aulnoy-lez-Valenciennes possède un équipement dit culturel, l'espace Nymphéas qui date de 2011.
Le quotidien régional La Voix du Nord publie une édition locale pour Valenciennes (et ses environs)
La ville est couverte par les programmes de France 3 Nord-Pas-de-Calais et les chaînes nationales de la TNT. Elle reçoit également la chaîne régionale Wéo.

### Cultes
L'église Saint Martin est la seule église d'Aulnoy-lez-Valenciennes

## Culture locale et patrimoine

### Lieux et monuments
- Église Saint-Martin de 1925, le portail date du XVIIIe siècle.
- Château Hamoir, début XIXe siècle.
- Manoir du XVIe siècle-XVIIe siècle.
- Le cimetière militaire d'Aulnoy-lez-Valenciennes comporte un grand nombre de tombes du Commonwealth War Graves Commission, 151 soldats canadiens et 31 soldats britanniques morts dans la première semaine de novembre 1918 à la libération de Valenciennes.

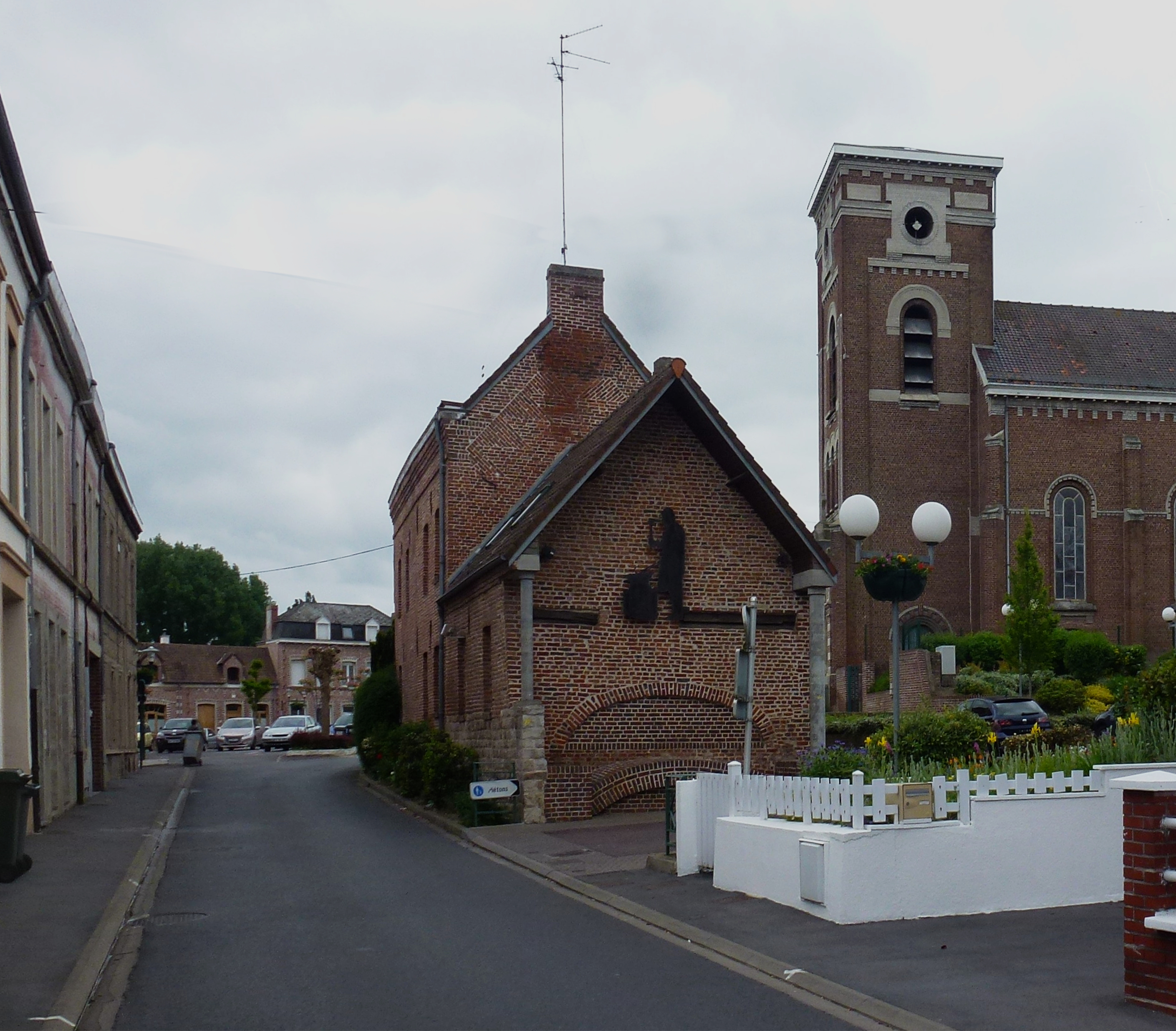
L'église Saint Martin...
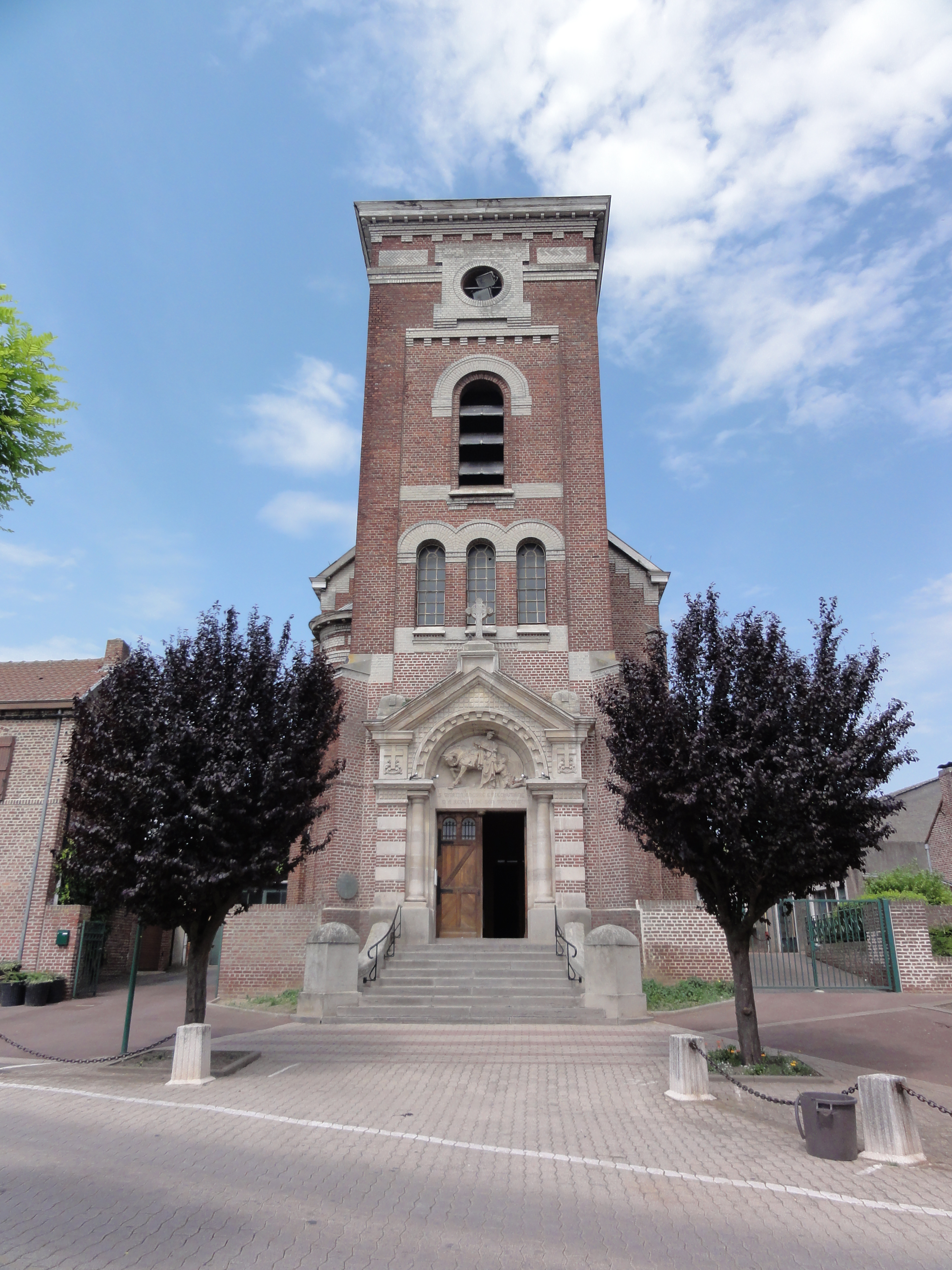
... et sa façade
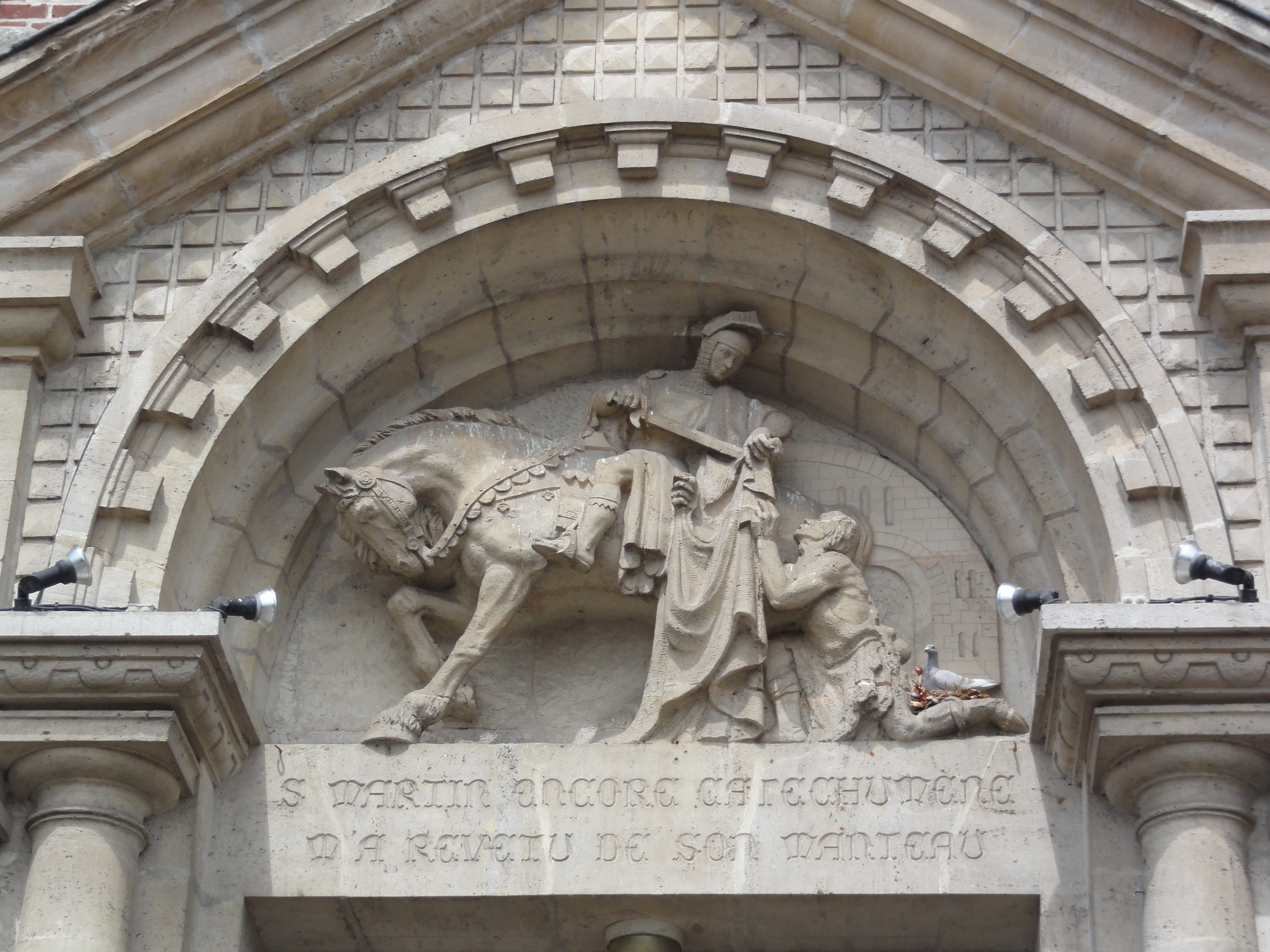
Saint Martin et le mendiant, tympan de l'église Saint-Martin
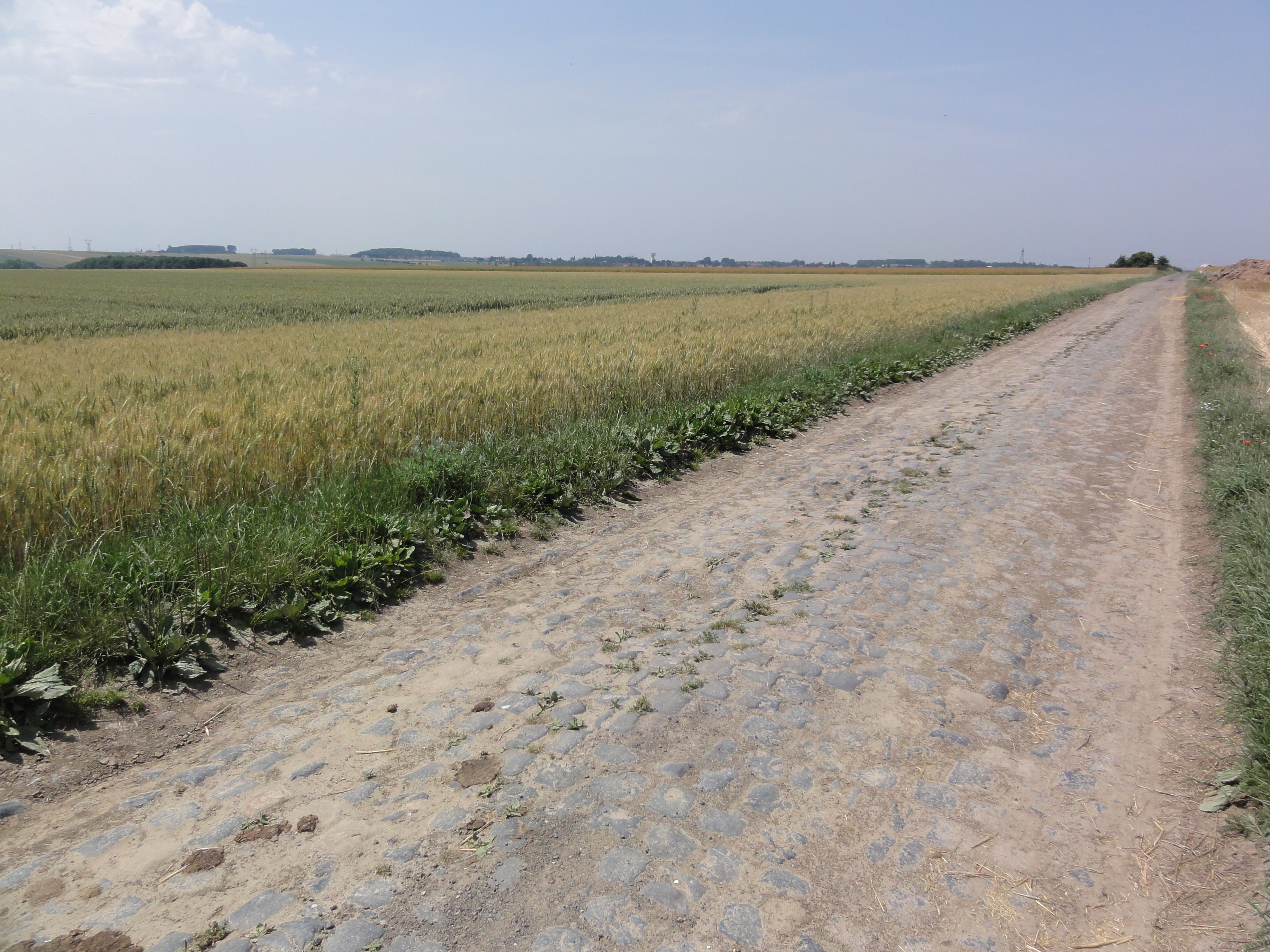
La chaussée de Préseau vers Aulnoy-lez-Valenciennes
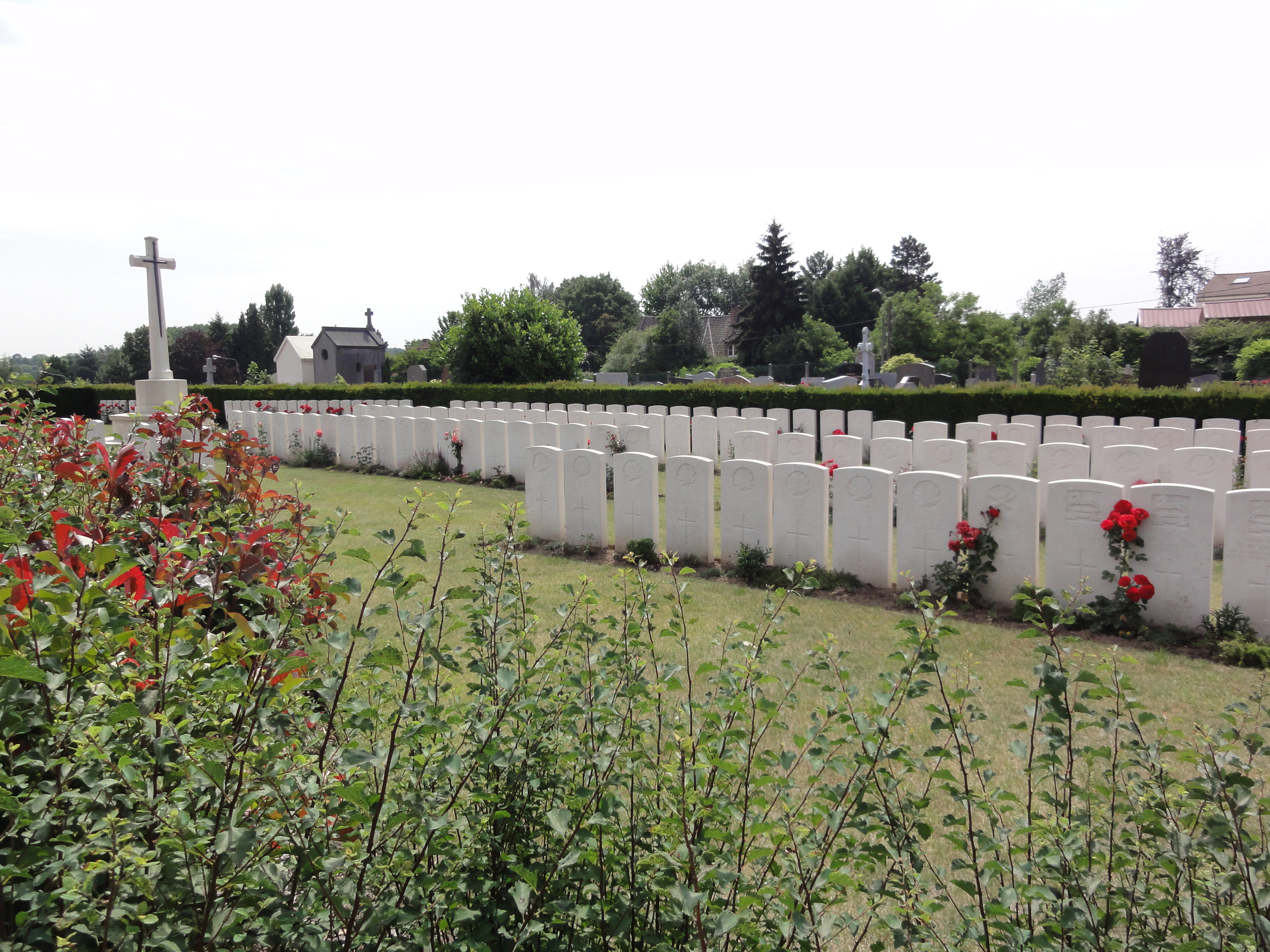
Cimetière, la section du Commonwealth War Graves Commission

### Personnalités liées à la commune
- Jean Stablinski (1932-2007), coureur cycliste français d'origine polonaise, qui fit une brillante carrière de 1952 à 1968, remportant au total 106 victoires professionnelles, y est inhumé ;
- Jean Dauby (1919-1997), poète du Nord-Pas-de-Calais, y est né ;
- René Mirland  (1884-1915), architecte et Prix de Rome y est inhumé après avoir été tué au combat.
- Raoul Delfosse (1924-2009), acteur français, y est né.
- Le nom de quelques mayeurs d'Aulnoit d'avant la Révolution française nous est parvenu[38] :
  - Jacques Druart (cité en 1529)
  - Abraham Bouillet (cité en 1537)
  - Guillaume Thorion, le jeune (cité en 1552)
  - Guillaume Frappart (1540-1611)
  - Hiérome Lasne (1552-1610), son gendre, natif de Salesches
  - Nicolas Lasne (1580-?), fils du précédent
  - Hierosme Lasne (1610-1700), fils du précédent
  - Charles Miroux (cité en 1681)
  - Arnould Despinoy (1665-1751)
  - Jacques Couvent (cité en 1702)
  - Rémy Despinoy (avant 1769)
  - André François Despinoy (avant 1770)
  - Arnould Despinoy (au décès en 1783)
  - Jean Baptiste Hubert (cité en 1787)

### Héraldique
| Blason de Aulnoy-lez-Valenciennes | Blason  | D'azur à la bande d'or accompagnée de six besants du même mis en orle. |
| Blason de Aulnoy-lez-Valenciennes | Détails | Ce sont les armes de la famille de Carondelet, originaire du pays de Bresse, qui sont seigneurs d'Aulnoy de 1530 à 1681, le premier étant Charles (+1536), conseiller de Charles Quint.[réf. nécessaire] Adopté en 1955. |